# Marschalkó János

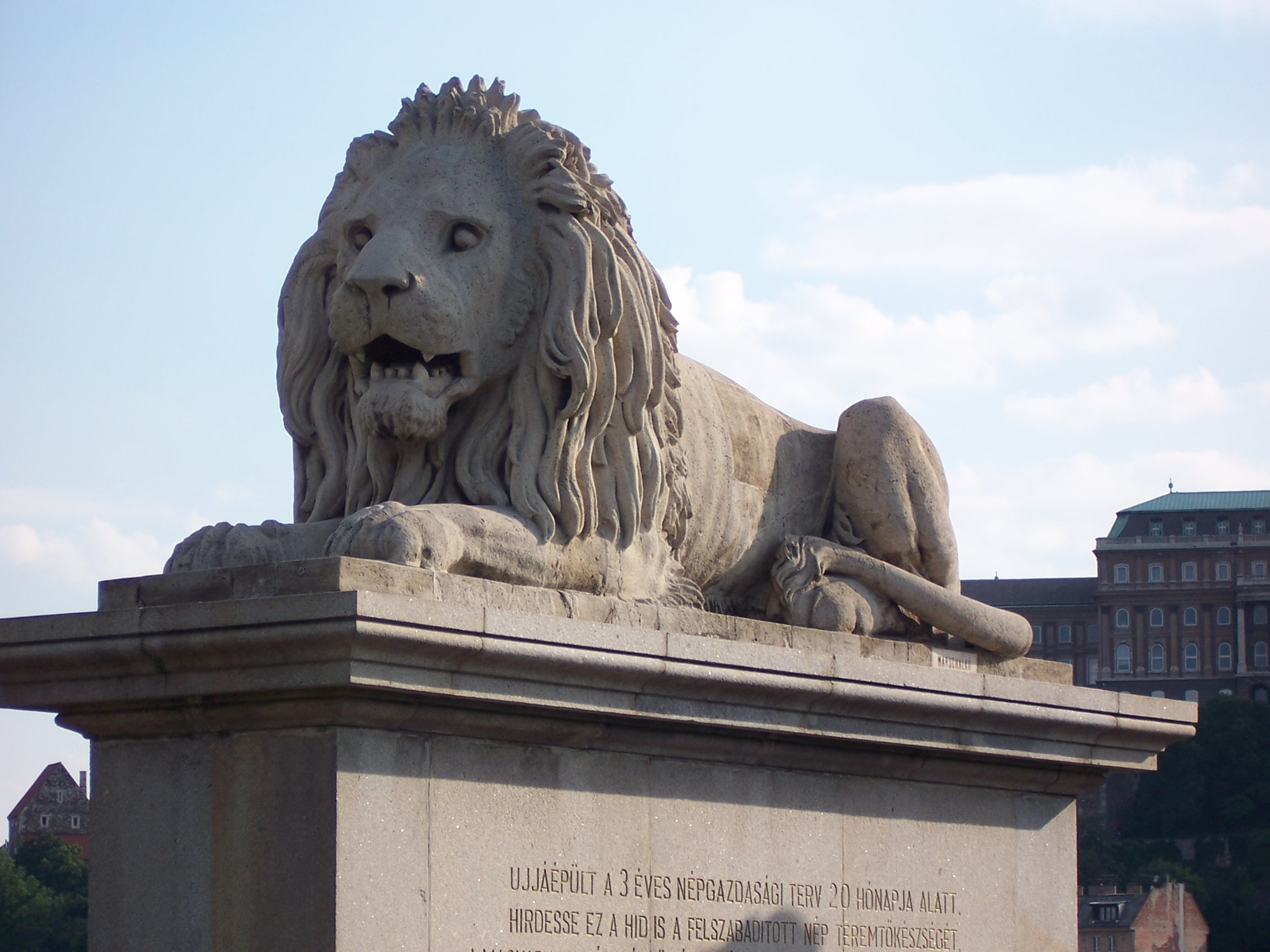
Legismertebb műve a Lánchíd kőoroszlánja

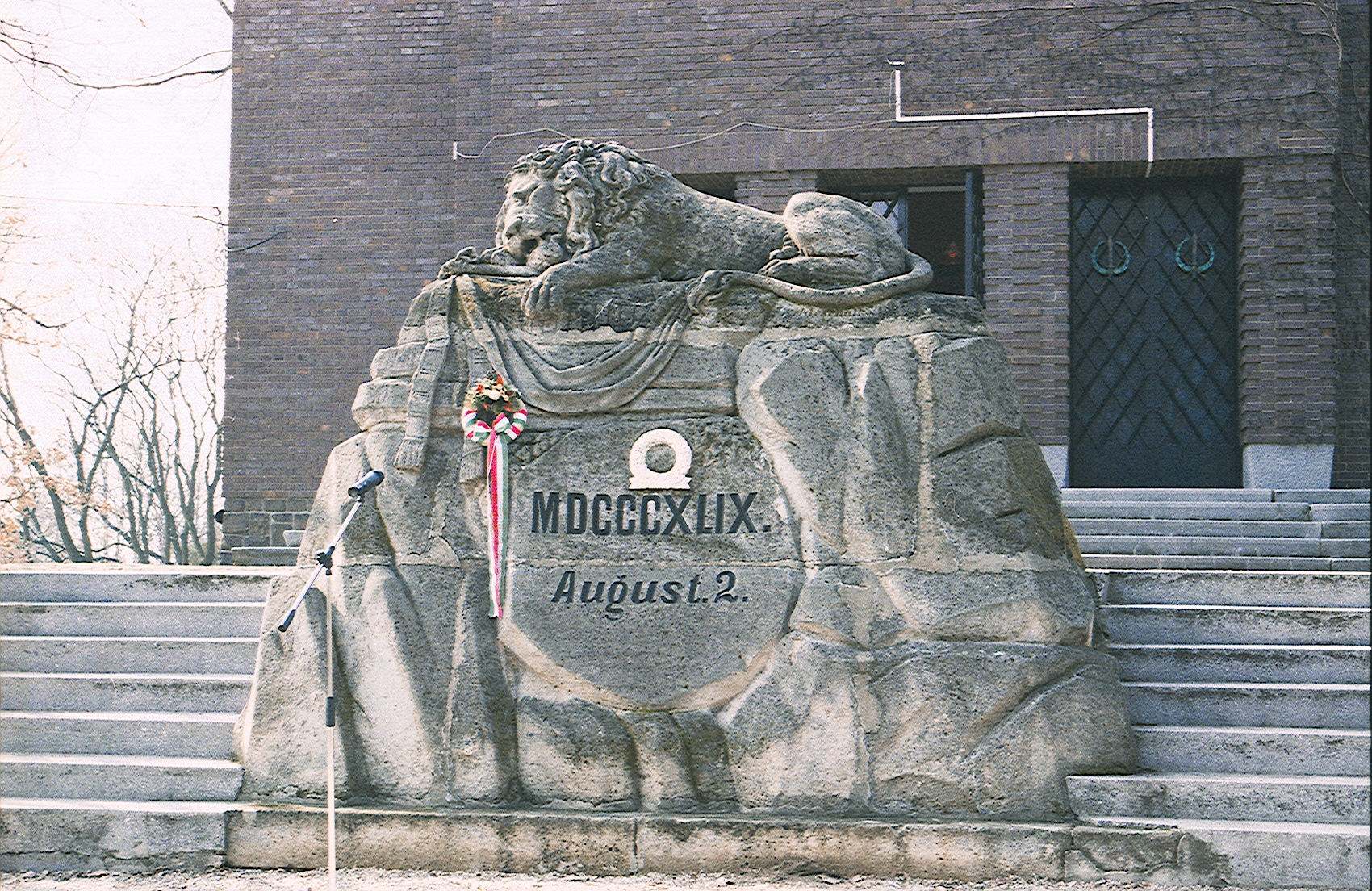
A Haldokló oroszlán Debrecenben

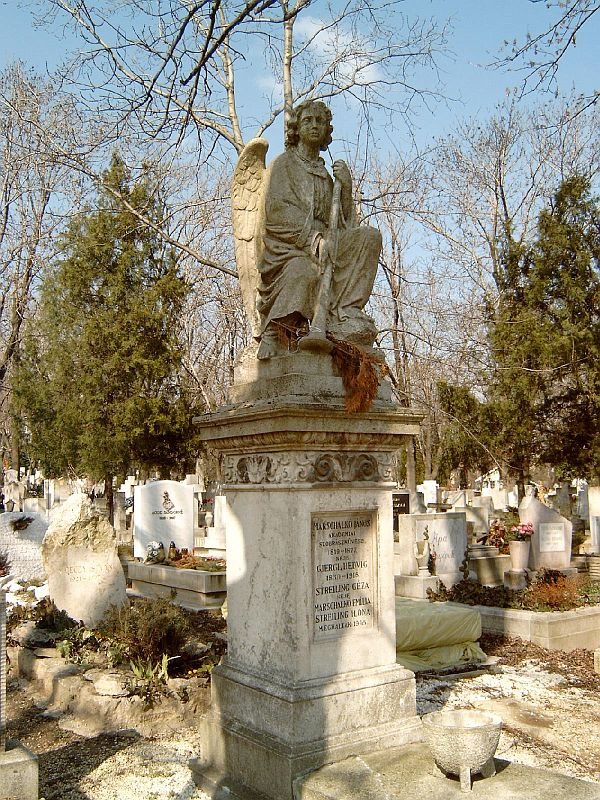
Sírja Budapesten. Farkasréti temető: Hv20-1-12. Marschalkó János tervei alapján faragta: Róna József, talapzat: Hensch Ignác.

Marschalkó János Sámuel (Lőcse, 1818. augusztus 6. – Budapest, 1877. szeptember 12.) szobrász, Marschalkó János Pál jogász apja. Felesége, Giergl Hedvig (1830–1916) révén rokonságba került a Györgyi-Giergl művészcsaláddal.

## Pályafutása
1840 és 1844 között a Bécsi Képzőművészeti Akadémián tanult, majd Itáliában, Franciaországban és a német államokban tett tanulmányutat. 1847-ben Pesten telepedett le és hamarosan az egyik legkeresettebb épületszobrász lett. Legismertebb művét a Lánchíd oroszlánszobrait 1852-ben készítette. Számos ma is álló épület szobrászati díszítésében vett részt. Ő fejezte be Ferenczy István megkezdett és halála miatt félbemaradt Kazinczy és Kölcsey mellszobor-képmását. Sírja – a síremlék Hensch Ignác és Róna József alkotása a művész saját tervei alapján – a Farkasréti temetőben található.
Műhelyében dolgozott többek között Izsó Miklós szobrász is.

## Főbb művei
- Szobrászati díszítések:
  - Kapucinus kolostor (Budapest)
  - Rudas fürdő (Budapest)
  - Lánchíd (Budapest)
  - Szent Erzsébet-székesegyház (Kassa)
  - katolikus templom (Fót)
  - Csokonai Színház (Debrecen)
  - Vigadó (Budapest)
  - Magyar Tudományos Akadémia épülete (Budapest)
  - Deák Ferenc utca 7. homlokzatának történelmi portréi (Esztergom)
- Emlékművek, emlékszobrok
  - Szentháromság szobor (Csongrád)
  - Haldokló oroszlán (Debrecen)
  - Deák Ferenc szobra (Igló)
- Kisplasztikák:
  - Flóra
  - Kölcsey Ferenc (Ferenczy István büsztjének befejezése)
  - Kazinczy Ferenc (Ferenczy István büsztjének befejezése)